# Nicolò Zaniolo
Nicolò Zaniolo (phát âm tiếng Ý: [nikoˈlɔ ddzaˈnjɔːlo]; sinh ngày 2 tháng 7 năm 1999) là một cầu thủ bóng đá chuyên nghiệp người Ý chơi ở vị trí tiền vệ tấn công hoặc tiền vệ cánh cho câu lạc bộ Serie A Fiorentina, theo dạng cho mượn từ câu lạc bộ Süper Lig Galatasaray và Đội tuyển bóng đá quốc gia Ý.

## Sự nghiệp câu lạc bộ

### Sự nghiệp ban đầu
Sinh ra ở Massa, Tuscany, Zaniolo lớn lên trong hệ thống đào tạo trẻ của Fiorentina. Vào ngày cuối cùng của kỳ chuyển nhượng giữa năm 2016, anh được Fiorentina cho ra đi và sau đó gia nhập Virtus Entella. Sau vài tháng chơi cho đội Entella Primavera, Zaniolo được ra mắt chuyên nghiệp ở Serie B vào ngày 11 tháng 3 năm 2017, ở tuổi 17, trong chiến thắng 3–2 trước Benevento. Tổng cộng, anh ấy đã có bảy lần ra sân cho Biancocelesti trong mùa giải 2016–17.

### Inter Milan
Vào ngày 5 tháng 7 năm 2017, Inter Milan thông báo họ đã ký hợp đồng với Zaniolo, với mức phí được báo cáo là 1,8 triệu euro, cộng với 1,7 triệu euro tiền thưởng. Anh chơi cho đội Primavera trong mùa giải 2017–18, là vua phá lưới của đội với 13 bàn thắng và giành chức vô địch Campionato Nazionale Primavera. Zaniolo ra mắt Inter trong trận giao hữu trước mùa giải vào ngày 9 tháng 7 năm 2017. Ngày 14 tháng 4 năm2018, huấn luyện viên trưởng Spalletti đã chọn anh ấy vào đội hình đầu tiên đối đầu Atalanta, tuy nhiên, anh đã không chơi bất kỳ trận đấu nào cho đội một của Inter trong mùa giải.

### Roma

#### Mùa giải 2018–19
Vào tháng 6 năm 2018, có thông tin rằng Zaniolo và Davide Santon đã gia nhập Roma như một phần của thỏa thuận chuyển nhượng Radja Nainggolan đến Inter. Zaniolo hoàn tất kiểm tra y tế vào ngày 25 tháng 6 và ký hợp đồng 5 năm với câu lạc bộ, với mức phí 4,5 triệu euro cộng với 15% doanh thu bán lại. Anh có trận ra mắt đầu tiên cho Roma và UEFA Champions League vào ngày 19 tháng 9, trong trận thua 0–3 trước Real Madrid tại Santiago Bernabéu. Anh ra mắt Serie A vào ngày 26 tháng 9 năm 2018, ở tuổi 19, trong trận đấu trên sân nhà giành chiến thắng 4–0 trước Frosinone. Vào ngày 26 tháng 12, anh ghi bàn thắng đầu tiên tại Serie A trong chiến thắng 3–1 trước Sassuolo. Năm sau, trong trận đấu tại UEFA Champions League với Porto, Zaniolo trở thành cầu thủ Ý trẻ nhất ghi hai bàn trong một trận đấu duy nhất tại giải đấu khi anh ghi cả hai bàn thắng cho Roma trong chiến thắng 2–1.

#### Mùa giải 2019–20
Vào ngày 12 tháng 1 năm 2020, Zaniolo bị chấn thương dây chằng chéo trước ở đầu gối phải trong trận thua 2-1 trên sân nhà trước Juventus. Anh ấy trở lại tập luyện vào cuối tháng 6 năm 2020. Ngoài ra, anh ấy nhận được thư ủng hộ từ cả cộng đồng bóng đá Ý và toàn cầu, bao gồm Roberto Mancini, Roberto Baggio và Francesco Totti, những người trước đây đã từng được phẫu thuật bởi cùng một bác sĩ phẫu thuật.
Mặc dù anh ấy đã được thiết lập để bỏ lỡ phần còn lại của mùa giải bóng đá câu lạc bộ và, rất có thể, UEFA Euro 2020 sắp tới (trước khi UEFA quyết định hoãn giải đấu vào tháng 3 năm 2020), tất cả các hoạt động bóng đá ở châu Âu đã bị đình chỉ vào tháng 3. Năm 2020 do đại dịch COVID-19, các giải đấu cấp câu lạc bộ được dời lịch thi đấu sau khi đóng cửa bắt đầu từ mùa hè.
Vào ngày 5 tháng 7 năm 2020, Zaniolo xuất hiện sau chấn thương, vào sân sau 66 phút trong trận thua 1–2 tại Serie A trước Napoli. Một tuần sau, Zaniolo ghi bàn thắng đầu tiên sau chấn thương trong chiến thắng 3–0 tại Serie A trước Brescia, tiếp theo là một bàn thắng khác được ghi ở cuối trận đấu giành chiến thắng 6–1 trước S.P.A.L. tại Serie A vào ngày 22 tháng 7 năm 2020.

#### Mùa giải 2020–21
Zaniolo đã bỏ lỡ toàn bộ mùa giải 2020–21 do chấn thương dây chằng chéo trước khác vào tháng 9 năm 2020 trong thời gian nghỉ thi đấu quốc tế.

#### Mùa giải 2021–22
Anh trở lại sân cỏ vào tháng 7 năm 2021 trong giai đoạn tiền mùa giải, dưới thời huấn luyện viên mới được bổ nhiệm José Mourinho.
Mùa giải đầu tiên trở lại của Zaniolo được đánh dấu bằng những khó khăn cả về thể lực và trọng tài. Trong suốt mùa giải, các cầu thủ thường xuyên phạm lỗi với Zaniolo mà không bị trừng phạt. Sự việc trở nên cực đoan đến mức huấn luyện viên Mourinho cuối cùng đã nói: ""Tôi sẽ kết thúc bằng một quan sát. Tôi muốn nói điều gì đó có thể đi ngược lại sở thích của tôi: nếu tôi là Nicolo Zaniolo, tôi sẽ bắt đầu nghĩ rằng có lẽ chơi ở Serie A có nghĩa là mọi thứ sẽ chồng chất lên nhau để chống lại tôi."
Zaniolo ghi bàn thắng đầu tiên kể từ khi trở lại sau chấn thương đầu gối thứ hai trong chiến thắng 3–0 trước Trabzonspor tại trận đấu đầu tiên trong lịch sử UEFA Europa Conference League. Vào ngày 25 tháng 5 năm 2022, anh ghi bàn thắng duy nhất khi Roma đánh bại Feyenoord trong trận chung kết để giành chức vô địch Europa Conference League.

#### Mùa giải 2022–23: Kết thúc kỷ nguyên tại Rome
Sau mùa giải 2021–22, có tin đồn về việc Zaniolo ra đi. Roma đã thông báo sẵn sàng chuyển nhượng anh ấy vào tháng 6, nhưng yêu cầu khoản thanh toán 50 triệu euro. Zaniolo trong khi đó đã yêu cầu gia hạn hợp đồng với mức lương 4,5 triệu euro, một con số có thể khiến anh trở thành người có thu nhập cao nhất cùng với Lorenzo Pellegrini và Paulo Dybala. Câu chuyện này thống trị những câu chuyện ngoài sân cỏ về Roma và Zaniolo.
Trên sân, Zaniolo tiếp tục đấu tranh để giành lấy phong độ, được triển khai như một cầu thủ hỗ trợ bên cánh phải, thi đấu vì chấn thương đùi và vai. Trong khi anh ấy ghi được 2 bàn thắng ở UEFA Europa League, anh ấy chỉ ghi được 1 bàn thắng ở giải VĐQG. Điều này lên đến đỉnh điểm khi Zaniolo bị la ó ngoài sân trong chiến thắng ở Coppa Italia vs Genoa, sau đó Zaniolo đã gửi yêu cầu chuyển nhượng. Sau khi một đám đông xuất hiện tại nhà của Zaniolo, anh ấy chạy trốn đến La Spezia, nơi anh ấy và câu lạc bộ đã đồng ý rằng anh ấy sẽ không xuất hiện trong bất kỳ trận đấu nào trong tương lai cho đến kỳ chuyển nhượng. Vào cuối kỳ chuyển nhượng ở Ý, câu lạc bộ đã liệt kê Zaniolo trong đội hình dự Europa League của họ cho giai đoạn tiếp theo, nhưng báo hiệu rằng Zaniolo sẽ không được chào đón ở sân tập của câu lạc bộ cho đến cuối mùa giải.

### Galatasaray

#### Mùa giải 2022–23
Vào ngày 8 tháng 2 năm 2023, có thông báo rằng Zaniolo sẽ chính thức chuyển đến đội bóng Süper Lig Galatasaray trên thỏa thuận lâu dài. một khoản phí mua 15.000 euro sẽ được trả cho Roma, một vụ chuyển nhượng đã lập kỷ lục chuyển nhượng Thổ Nhĩ Kỳ. Hợp đồng của Zaniolo được cho là có điều khoản giải phóng 35 triệu euro. Tin tức chuyển nhượng của anh ấy không được Galatasaray công bố một cách rõ ràng do trận động đất xảy ra vài ngày trước khi anh đến. Anh lấy số áo 17 để tưởng nhớ một cổ động viên trẻ tuổi của Galatasaray (17 tuổi) đã thiệt mạng trong trận động đất.
Anh đã có trận ra mắt ấn tượng với câu lạc bộ mới của mình trong trận giao hữu với Alanyaspor vào ngày 26 tháng 2, vào sân ở phút 80 và ghi một bàn thắng ở phút bù giờ. Anh ghi một bàn thắng khác và một kiến tạo trong trận giao hữu với İstanbulspor vào ngày 4 tháng 3. Zaniolo đã ghi bàn trong trận ra mắt chính thức cho câu lạc bộ vào ngày 11 tháng 3, trong chiến thắng 1–0 trên sân nhà trước Kasımpaşa.
Zaniolo đã trở thành nhà vô địch ở Süper Lig trong mùa giải 2022–23 với đội Galatasaray. Đánh bại Ankaragücü 4–1 trên sân khách trong trận đấu diễn ra ở tuần thứ 36 vào ngày 30 tháng 5 năm 2023, Galatasaray dẫn đầu 2 tuần trước khi kết thúc và giành chức vô địch thứ 23 trong lịch sử.

#### 2023–24: Cho mượn đến Aston Villa
Vào ngày 18 tháng 8 năm 2023, sau khi chơi một trận ở vòng loại Champions League cho Galatasaray, Zaniolo được cho câu lạc bộ Premier League Aston Villa mượn cho phần còn lại của mùa giải 2023–24. Zaniolo ban đầu dự định ra mắt ở trận play-off Europa Conference League của Aston Villa với Hibernian, tuy nhiên anh đã không đủ điều kiện do đã ra sân trước đó ở Champions League với Galatasaray. Anh tiếp tục ra mắt vào ngày 27 tháng 8 năm 2023, khi vào sân thay người ở hiệp hai trong chiến thắng 3–1 trên sân khách trước Burnley.
Vào tháng 10 năm 2023, Zaniolo bị liên lụy vào một vụ bê bối cờ bạc. Anh rời đội tuyển quốc gia Ý để trở về Birmingham sau khi bị văn phòng công tố viên Turin thẩm vấn. Zaniolo thừa nhận đã đánh bạc trong các trò chơi bài, nhưng phủ nhận mạnh mẽ bất kỳ sự liên quan nào đến cá cược thể thao khiến đồng đội ở đội tuyển Ý Sandro Tonali bị cấm tham gia bóng đá trong thời gian dài.
Vào ngày 14 tháng 12 năm 2023, anh ghi bàn thắng đầu tiên cho câu lạc bộ trong trận đấu 1–1 trên sân khách với Zrinjski Mostar tại Europa Conference League. Vào ngày 22 tháng 12 năm 2023, Zaniolo ghi bàn thắng đầu tiên tại Premier League cho Aston Villa, ghi bàn ở phút 97 để gỡ hòa 1–1 trước Sheffield United.
Vào ngày 13 tháng 5 năm 2024, Zaniolo bị gãy xương bàn chân trong trận hòa 3–3 tại Premier League với Liverpool, khiến mùa giải của anh phải kết thúc sớm.

#### Atalanta (mượn)
Vào ngày 5 tháng 7, Zaniolo trở lại Serie A, gia nhập Atalanta theo hợp đồng cho mượn một năm từ Galatasaray. Thỏa thuận được báo cáo là có giá trị 6,4 triệu euro cho mượn, với điều khoản mua đứt là 15,5 triệu euro, ngoài ra còn có thêm 2 triệu euro tiền thưởng. Zaniolo đã có 23 lần ra sân và ghi được ba bàn thắng trên mọi đấu trường cho Atalanta, mặc dù việc chuyển nhượng của anh không được thực hiện vĩnh viễn và anh đã rời câu lạc bộ vào giữa mùa giải 2024–25.

#### Fiorentina (mượn)
Vào ngày 3 tháng 2 năm 2025, Zaniolo chuyển đến Fiorentina theo một bản hợp đồng cho mượn mới, kèm theo tùy chọn mua.

## Sự nghiệp quốc tế

### Đội trẻ
Với đội U-19 Ý, Zaniolo tham dự Giải vô địch U-19 châu Âu 2018, lọt vào trận chung kết của giải đấu, mà Ý đã thua 4–3 sau hiệp phụ trước Bồ Đào Nha.
Anh có trận ra mắt với đội U-21 Ý vào ngày 11 tháng 10 năm 2018, dưới sự dẫn dắt của huấn luyện viên Luigi Di Biagio, trong trận giao hữu thất bại 1–0 trước Bỉ.

### Đội tuyển quốc gia
Vào ngày 1 tháng 9 năm 2018, anh đã được huấn luyện viên Roberto Mancini triệu tập quốc tế đầu tiên cho Đội tuyển Ý – mà không có suất đá chính ở Serie A - cho các trận đấu mở màn UEFA Nations League của Ý với Ba Lan và Bồ Đào Nha vào cuối tháng đó.
Anh có trận ra mắt với đội cấp cao vào ngày 23 tháng 3 năm 2019, vào sân thay cho Verratti trong chiến thắng 2–0 trên sân nhà trước Phần Lan trong trận mở màn vòng loại UEFA Euro 2020 của Ý. Anh có trận đấu đầu tiên cho Ý vào ngày 15 tháng 10, trong chiến thắng 5–0 trước Liechtenstein, ở vòng loại Euro 2020 (đối thủ ngày hôm đó bao gồm Yanik Frick, một người bạn thời thơ ấu). Các bàn thắng quốc tế đầu tiên của anh ấy đến vào ngày 18 tháng 11, một cú đúp trong chiến thắng 9–1 trên sân nhà trước Armenia, ở vòng loại Euro 2020 cuối cùng của Ý; anh có pha kiến tạo thứ hai cho Ciro Immobile trong trận đấu.
Vào ngày 7 tháng 9 năm 2020, sau khi được triệu tập bắt đầu chiến dịch của Ý tại UEFA Nations League 2020–21, anh ấy bị chấn thương dây chằng chéo trước thứ hai trong tám tháng, lần này là ở đầu gối trái, trong trận thắng 1–0 trước Hà Lan.
Vào ngày 17 tháng 5 năm 2024, Zaniolo đã được xác nhận sẽ bỏ lỡ UEFA Euro 2024 sau khi bị gãy xương bàn chân trong trận đấu áp chót của mùa giải.

## Phong cách thi đấu
Với chiều cao 1,90 m (6 ft 3 in), Zaniolo là một cầu thủ cao, khỏe và nhanh nhẹn, đồng thời cũng là một cầu thủ rê bóng giỏi. Một cầu thủ đa năng, nhờ khả năng sáng tạo, kỹ thuật, tốc độ làm việc, năng lượng và thể chất, anh ấy có thể hoạt động ở một số vị trí tiền vệ và được sử dụng như một tiền vệ tấn công hoặc "trequartista", như một tiền vệ trung tâm thiên về tấn công hoặc "mezzala" như một tiền vệ box-to-box, và thậm chí là một tiền vệ kiến thiết lùi sâu.
Anh ấy thậm chí có thể chơi ở hai bên cánh, nhờ khả năng săn bàn, khả năng tạo cơ hội cho đồng đội, khả năng cung cấp và mối đe dọa tấn công mà anh ấy đặt ra với khả năng tấn công từ xa và thiên hướng chạy về cuối trận. Là một cầu thủ tài năng, anh được coi là một trong những gương mặt trẻ triển vọng nhất của Ý và châu Âu.

## Đời tư
Zaniolo là con trai của Igor Zaniolo, một cựu cầu thủ bóng đá chuyên nghiệp từng chơi ở vị trí tiền đạo tại Serie B và Serie C. Anh cùng với bạn gái cũ Sara Scaperrotta có một người con trai mang tên Tommaso, sinh vào năm 2021.

## Thống kê sự nghiệp

### Câu lạc bộ
Tính đến ngày 30 tháng 9 năm 2023
| Câu lạc bộ          | Mùa giải            | Giải vô địch        | Giải vô địch | Giải vô địch | Cúp quốc gia | Cúp quốc gia | Cúp liên đoàn | Cúp liên đoàn | Châu lục | Châu lục | Tổng cộng | Tổng cộng |
| Câu lạc bộ          | Mùa giải            | Hạng đấu            | Trận         | Bàn          | Trận         | Bàn          | Trận          | Bàn           | Trận     | Bàn      | Trận      | Bàn       |
| ------------------- | ------------------- | ------------------- | ------------ | ------------ | ------------ | ------------ | ------------- | ------------- | -------- | -------- | --------- | --------- |
| Virtus Entella      | 2016–17             | Serie B             | 7            | 0            | —            | —            | —             | —             | —        | —        | 7         | 0         |
| Roma                | 2018–19             | Serie A             | 27           | 4            | 2            | 0            | —             | —             | 7        | 2        | 36        | 6         |
| Roma                | 2019–20             | Serie A             | 26           | 6            | 0            | 0            | —             | —             | 7        | 2        | 33        | 8         |
| Roma                | 2020–21             | Serie A             | 0            | 0            | 0            | 0            | —             | —             | 0        | 0        | 0         | 0         |
| Roma                | 2021–22             | Serie A             | 28           | 2            | 2            | 0            | —             | —             | 12       | 6        | 42        | 8         |
| Roma                | 2022–23             | Serie A             | 13           | 1            | 1            | 0            | —             | —             | 3        | 1        | 17        | 2         |
| Roma                | Tổng cộng           | Tổng cộng           | 94           | 13           | 5            | 0            | —             | —             | 29       | 11       | 128       | 24        |
| Galatasaray         | 2022–23             | Süper Lig           | 10           | 5            | 1            | 0            | —             | —             | —        | —        | 11        | 5         |
| Galatasaray         | 2023–24             | Süper Lig           | 0            | 0            | 0            | 0            | —             | —             | 1        | 0        | 1         | 0         |
| Galatasaray         | Tổng cộng           | Tổng cộng           | 10           | 5            | 1            | 0            | —             | —             | 1        | 0        | 12        | 5         |
| Aston Villa (mượn)  | 2023–24             | Premier League      | 5            | 0            | 0            | 0            | 1             | 0             | 1        | 0        | 7         | 0         |
| Tổng cộng sự nghiệp | Tổng cộng sự nghiệp | Tổng cộng sự nghiệp | 116          | 18           | 6            | 0            | 1             | 0             | 31       | 11       | 154       | 29        |

1. ↑  Bao gồm Coppa Italia và Turkish Cup
2. ↑  Bao gồm EFL Cup
3. 1 2  Ra sân tại UEFA Champions League
4. 1 2  Ra sân tại UEFA Europa League
5. 1 2  Ra sân tại UEFA Europa Conference League

### Quốc tế
Tính đến ngày 24 tháng 3 năm 2024
| Đội tuyển quốc gia | Năm       | Trận | Bàn |
| ------------------ | --------- | ---- | --- |
| Ý                  | 2019      | 5    | 2   |
| Ý                  | 2020      | 2    | 0   |
| Ý                  | 2021      | 1    | 0   |
| Ý                  | 2022      | 3    | 0   |
| Ý                  | 2023      | 7    | 0   |
| Ý                  | 2024      | 1    | 0   |
| Tổng cộng          | Tổng cộng | 19   | 2   |

Tỷ số và kết quả liệt kê bàn thắng đầu tiên của Ý.
| # | Ngày                 | Địa điểm                         | Đối thủ | Bàn thắng | Kết quả | Giải đấu                 |
| - | -------------------- | -------------------------------- | ------- | --------- | ------- | ------------------------ |
| 1 | 18 tháng 11 năm 2019 | Stadio Renzo Barbera, Palermo, Ý | Armenia | 2–0       | 9–1     | Vòng loại UEFA Euro 2020 |
| 2 | 18 tháng 11 năm 2019 | Stadio Renzo Barbera, Palermo, Ý | Armenia | 5–0       | 9–1     | Vòng loại UEFA Euro 2020 |

## Danh hiệu

### Câu lạc bộ

#### Roma
- UEFA Europa Conference League: 2021–22[30]

#### Galatasaray
- Süper Lig: 2022–23[68]

### Quốc tế

#### U-19 Ý
- UEFA European Under-19 Championship: Á quân 2018[52]

#### Ý
- UEFA Nations League: Hạng ba 2022–23

### Cá nhân
- UEFA European Under-19 Championship Team of the Tournament (Substitutes): 2018[69]
- Serie A Best Young Player: 2018–19[70]